# فاروق الدملوجي
فاروق الدَّمْلُوجي (1298 - 1376 هـ/ 1881 - 1957 م) هو باحث وكاتب عراقي، من مواليد الموصل. من آثاره: «الآلهة والروح والحياة» 1954 م و«الألوهية في المعتقدات الإسرائيلية» 1955 م.